# Колтабан (Аксуський район)
Колтаба́н (каз. Көлтабан) — село у складі Аксуського району Жетисуської області Казахстану. Входить до складу Кошкентальського сільського округу.
У радянські часи село називалося Кольтабан.
Населення — 297 осіб (2021; 204 у 2009, 282 у 1999, 609 у 1989).